# Captain Kidd (film 1913)
Captain Kidd  è un cortometraggio muto del 1913 diretto da Otis Turner.

## Produzione
Il film fu prodotto dalla 101-Bison (Bison Motion Pictures).

## Distribuzione
Distribuito dall'Universal Film Manufacturing Company, il film - un cortometraggio in tre bobine - uscì nelle sale cinematografiche statunitensi il 4 novembre 1913.
Non si conoscono copie ancora esistenti della pellicola che viene considerata presumibilmente perduta.